# Новогард
Новогард (пол. Nowogard, нім. Naugard) — місто в північно-західній Польщі.
На 31 березня 2014 року, у місті було 16 912 жителів.

## Історія
На терени Новоґардського повіту були депортовані 1203 українці з українських етнічних територій у 1947 році (т. з. акція «Вісла»).

## Демографія
Демографічна структура станом на 31 березня 2011 року:
|          | Загалом | Допрацездатний вік | Працездатний вік | Постпрацездатний вік |
| -------- | ------- | ------------------ | ---------------- | -------------------- |
| Чоловіки | 8258    | 1527               | 6026             | 705                  |
| Жінки    | 8763    | 1511               | 5350             | 1902                 |
| Разом    | 17021   | 3038               | 11376            | 2607                 |

## Міста-побратими
- Дубровиця, Україна (від 16.09.2009)[6]